# Mitsuaki Kojima
Mitsuaki Kojima (小島 光顕, Kojima Mitsuaki) est un footballeur japonais né le 14 juillet 1968.